# Busseola fusca
Busseola fusca is een vlinder uit de familie uilen (Noctuidae). De wetenschappelijke naam van deze soort is voor het eerst geldig gepubliceerd in 1901 door Fuller.
De soort komt voor in tropisch Afrika.